# S-3W
S-3W (ros. С-3В) – radziecka bomba lotnicza przeznaczona do zwalczania okrętów podwodnych.
Bomba S-3W zanurza się z prędkością do 16,2 m/s na głębokość do 600 m. Na cel naprowadzana jest przy pomocy hydroakustycznego systemu samonaprowadzania. Dzięki zastosowaniu systemu samonaprawadzania prawdopodobieństwo trafienia celu na głębokości do 200 m jest 1,2 do 1,5 raza większe niż w przypadku lotniczych bomb głębinowych PŁAB, a w przypadku celów na głębokości 600 m 4 do 8 razy większe.